# Малявкин, Григорий Леонтьевич
Малявкин Григорий Леонтьевич (9 марта 1913 — 2 мая 1983) — начальник участка шахты имени Калинина комбината «Кузбассуголь», Герой Социалистического Труда (1948).

## Биография
Родился в 1913 году в поселке Борихинский (сейчас эта территория входит в состав села Новомихайловка Коченёвского района Новосибирской области). Пятнадцатилетним юношей окончил курсы каменщиков и два года работал на строительстве жилищ и различных сооружений. В 1930 году Малявкин едет в центр нового угольного бассейна — Прокопьевск, где участвует в строительстве шахты имени Калинина — копает котлованы, кладет стены кирпичных зданий. Успешно окончив курсы машинистов подъемных машин, бывший каменщик становится машинистом шахтного подъёма. В 1937 году он становится учеником забойщика, а потом начинает работать самостоятельно. Стремясь повысить свою производственную квалификацию, Григорий Леонтьевич успешно окончил без отрыва от производства курсы мастеров социалистического труда. В 1939 году его направляют в Москву на курсы повышения квалификации при Московском горном институте имени Сталина (сегодня — Горный институт НИТУ «МИСиС»). В 1940 году он успешно заканчивает их. В том же году его назначают сначала помощником начальника, а через несколько месяцев начальником крупного участка шахты имени Калинина. Участок, которым руководит Малявкин, превращается в самый передовой на шахте и один из лучших в Кузнецком бассейне.
В годы Великой Отечественной войны из месяца в месяц, из года в год он выполняет государственные планы, но особых успехов достигает в годы послевоенной пятилетки. В 1946 году план по участку Малявкина выполнен на 110 процентов. Во втором году послевоенной пятилетки добыча значительно увеличилась. План был выполнен досрочно с превышением на 19,5 процента. В 1948 и 1949 годах Малявкин продолжает увеличивать добычу угля и значительно перевыполнять государственный план. За три с половиной года послевоенной пятилетки он добыл сверх плана более 58 тысяч тонн угля. Принимая план 1948 года, он вместе с коллективом своего участка взял социалистическое обязательство выдать сверх плана 12 тысяч тони угля. Когда же по Кузнецкому бассейну развернулось социалистическое соревнование в честь первого Дня шахтера, Малявкин и его коллектив решили выполнить и выполнили это обязательство к 29 августа 1948 года.
Григорий Леонтьевич являлся одним из лучших организаторов разработки мощных пластов с применением щитовой системы разработок. Среднемесячная добыча из-под щита достигала на его участке 11 тысяч тонн, что почти в два раза превышало среднюю добычу щитового участка по Кузбассу.
Бригада, работающая у него на участке, суточная, комплексная со сменным учётом работы и единой комплексной нормой. Малявкин установил строгий порядок работы, при котором весь цикл заканчивается в течение одной смены. Каждая смена начинала работу с разбуривания забоя и спуска угля в углеспускные печи и заканчивала цикл общей посадкой щита. Важной причиной успеха Малявкина являлось удачное решение задачи управления щитом, которое сводилось к выемке в определённой последовательности целиков угля. Задача заключалась в быстром и равномерном опускании всех секций щита, так как только при этих условиях можно избежать деформации.
28 августа 1948 года Малявкин Г. Л. был удостоен звания Героя Социалистического Труда с вручением ордена Ленина и золотой медали «Серп и Молот».
Являлся деятельным членом партийного бюро шахты, членом Пленума районного и городского комитетов партии. За самоотверженный труд Малявкин награждён орденом Трудового Красного Знамени, медалями «За трудовое отличие» и «За доблестный труд в Великой Отечественной войне 1941—1945 г.»